# Colle del Re
Il Colle del Re, noto in dialetto locale come a Codda o Re, è una montagna situata nel comune di Barcellona Pozzo di Gotto, nella Città metropolitana di Messina, in Sicilia. Con i suoi 1180 m di altitudine, è uno dei rilievi più alti e celebri della zona, appartenente alla catena dei Monti Peloritani, che fanno parte dell'Appennino siculo. Geograficamente, il Colle del Re fa parte del bacino montano Longano e del Demanio Mela, sovrastando la frazione montana di Migliardo (500 metri s.l.m.) nella contrada di Gala.
La montagna è ricoperta da fitti boschi di castagni, pini e querce, piantati in passato dal Corpo forestale della Regione siciliana. Tra questi boschi si trovano diverse aree attrezzate come Foleo, Acquarosa-Nipotelle, Bucolio e Piano Milioso, dove sorge anche il caratteristico pagliaio "Baffone".
Dal punto di vista paesaggistico il Colle del Re domina l'intera area circostante con i suoi imponenti affioramenti rocciosi e i viali parafuoco che ne solcano i boschi. Storicamente, il Colle del Re era famoso per le "fossa nivi" (neviere), grandi fosse scavate dall'uomo per raccogliere la neve caduta durante l'inverno. Questa veniva conservata e utilizzata nei mesi estivi come una sorta di frigorifero naturale. 